# Atanycolus parvacavus
Atanycolus parvacavus är en stekelart som beskrevs av Roy D. Shenefelt 1943. Atanycolus parvacavus ingår i släktet Atanycolus och familjen bracksteklar. Inga underarter finns listade.